# Лумкой
Лумкой — упразднённая деревня в Уватском районе Тюменской области России. Входила в состав Сорового сельского поселения. В 2004 году исключена из учётных данных, в связи с прекращением существования.

## География
Располагалась на правом берегу реки Демьянка напротив впадения в неё реки Жарняковка, на расстоянии примерно 23 километров (по прямой) к востоку от посёлка Демьянка.
Климат
Как и весь район, территория приравнена к районам Крайнего Севера.
Климат с продолжительной и холодной зимой с сильными ветрами и метелями, непродолжительным теплым летом, короткими переходными весенним и осенним сезонами. Среднемесячные значения изменяются от минус 22,0-19,2 °C в январе до плюс 16,9-17,6 °C в июле; при этом средняя температура зимних месяцев составляет минус 17,7-20,6 °C, летних — плюс 14,6-15,6 °C. Среднегодовое количество осадков составляет 559—676 мм. Устойчивый снежный покров образуется в среднем в конце октября. Число дней с устойчивым снежным покровом составляет 185—189 дней.

## История
До 1917 года входила в состав Демьянской волости Тобольского уезда Тобольской губернии. По данным на 1926 год юрты Лымкоевские состояли из 4 хозяйств. В административном отношении входили в состав Демьянского сельсовета Уватского района Тобольского округа Уральской области.

## Население
| 1989 | 2002 |
| ---- | ---- |
| 0    | →0   |

По данным переписи 1926 года в юртах проживало 18 человек (10 мужчин и 8 женщины), в том числе: русские составляли 56 % населения, остяки — 44 %.